# Jarrie (Isère)
Jarrie – miejscowość i gmina we Francji, w regionie Owernia-Rodan-Alpy, w departamencie Isère.
Według danych na rok 1990 gminę zamieszkiwało 3809 osób, a gęstość zaludnienia wynosiła 287 osób/km² (wśród 2880 gmin regionu Rodan-Alpy Jarrie plasuje się na 232. miejscu pod względem liczby ludności, natomiast pod względem powierzchni na miejscu 890.).